# Björköns naturreservat
Björköns naturreservat är ett naturreservat i Örebro kommun i Örebro län. 
Området är naturskyddat sedan 2019 och är 476 hektar stort. Reservatet omfattar ön med detta namn i Hjälmaren omkringliggande vattenområde och mindre öar. Reservatet består av en lövskog med många äldre träd och några öppna ytor.